# مس (II) نیترات
مس (II) نیترات (به انگلیسی: Copper(II) nitrate) با فرمول شیمیایی Cu(NO3)2 یک ترکیب شیمیایی با شناسه پاب‌کم ۱۸۶۱۶ است؛ که جرم مولی آن 187.5558 g/mol (anhydrous) 241.60 g/mol (trihydrate) می‌باشد. شکل ظاهری این ترکیب، کریستال‌های آبی است.